# اينيس ساستري
اينيس ساستري (بالإسبانية: Inés Sastre)‏ هي عارضة وممثلة إسبانية، ولدت في 21 نوفمبر 1973 في إسبانيا.

## وصلات خارجية
- اينيس ساستري على موقع IMDb (الإنجليزية)
- اينيس ساستري على موقع روتن توميتوز (الإنجليزية)
- اينيس ساستري على موقع قاعدة بيانات الأفلام العربية
- اينيس ساستري على موقع ألو سيني (الفرنسية)
- اينيس ساستري على موقع أول موفي (الإنجليزية)
- اينيس ساستري على موقع قاعدة بيانات الأفلام السويدية (السويدية)
- اينيس ساستري على موقع قاعدة بيانات الفيلم (الإنجليزية)
- اينيس ساستري على موقع كينوبويسك (الروسية)
- اينيس ساستري على موقع دليل عارضات الأزياء (الإنجليزية)